# Transposition de Cope
Ne doit pas être confondu avec Réaction de Cope.
La transposition de Cope (ou réarrangement de Cope) est une réaction de chimie organique. Il s'agit d'une transposition sigmatropique [3,3] où les six atomes impliqués sont des atomes de carbone.
Ce type de réactions a lieu sous apport énergétique (chaleur le plus souvent).
Cette réaction fut découverte par Arthur C. Cope.
On peut donner l'exemple du 3-méthyl-1,5-hexadiène, qui, par activation thermique (300 °C), donne le 1,5-heptadiène.

## Mécanisme
Bien que le réarrangement de Cope soit une réaction concertée et péricyclique, elle peut aussi être considéré comme passant par un état de transition. Ce dernier peut être considéré comme l'équivalent (structurel et énergétique) d'un diradical. Cette autre explication, fidèle à la nature neutre de l'état de transition tout en préservant le principe des symétries orbitales, explique aussi la grosse quantité d'énergie nécessaire pour réaliser un réarrangement de Cope.